# Melanerpes pucherani
Melanerpes pucherani là một loài chim trong họ Picidae.